# Stuart (Florida)
Stuart è una città degli Stati Uniti d'America situata in Florida, nella Contea di Martin, della quale è il capoluogo.